# كبريتيد الحديد الثنائي
 كبريتيد الحديد الثنائي أو سلفيد الحديد مركب كيميائي له الصيغة FeS ، ويكون على شكل مسحوق بلوري بني.

## الخواص
- مركب كبريتيد الحديد الثنائي غير منحل في الماء عملياً، لكنه ينحل في الأحماض محرراً غاز كبريتيد الهيدروجين حسب المعادلة:

FeS + 2HCl → FeCl2 + H2S

## التحضير والوفرة الطبيعية
يحضر مركب كبريتيد الحديد الثنائي من تفاعل فلزي الحديد والكبريت بشكل مباشر
Fe + S → FeS
توجد في الطبيعة مركبات مختلفة من كيريتيدات الحديد تختلف عن بعضها بنسب الحديد إلى الكبريت (النسب الستوكيومترية). فيوجد
- البيروتيت الذي له الصيغة العامة Fe1-xS، وبلوراته لها بنية أحادية الميل. وهي موجودة في النيازك.
- البيريت الذي له الصيغة FeS2 وهو يشبه الذهب في مظهره الخارجي.

## الاستخدامات
- يستخدم مركب كبريتيد الحديد في المختبرات الكيميائية لتوليد غاز كبريتيد الهيدروجين.

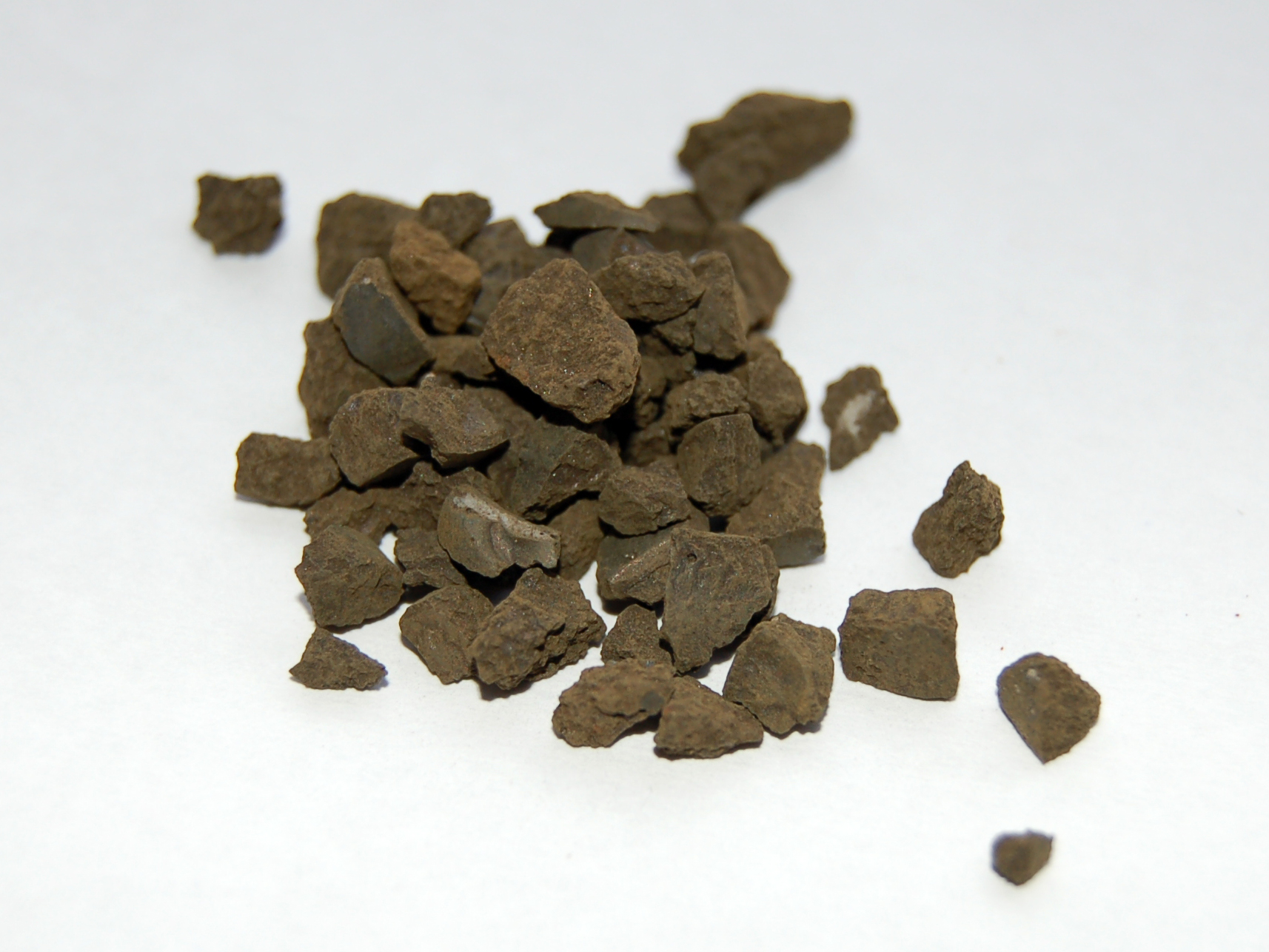
عينة من كبريتيد الحديد الثنائي